# T.C.H. Oldenburg
Der T.C.H. Oldenburg e. V. (Tanzclub Harmonia Oldenburg e. V.) ist ein Tanzsportverein in Oldenburg. Der Tanzclub wurde am 5. Dezember 1983 von Tanzschülern der damaligen Tanzschule Beuss in Oldenburg gegründet und ist nach dem 1977 gegründeten Tanz-Turnier-Club Oldenburg e. V. der zweitälteste aktive Tanzclub in Oldenburg. Seit 1999 ist er eigenständig.
Der Verein, der circa 150 Mitglieder zählt, verfügt neben Angeboten im Breitensportbereich über die Sparten Turniertanz (Standard und Latein) und Formationstanzen. Im Bereich Formationstanzen trat der Verein zuletzt mit einer Standardformationen in der 1. Bundesliga Standard zu Ligawettkämpfen des Deutschen Tanzsportverbandes an.

## Standardformationen

### A-Team
Das A-Team des T.C.H. Oldenburg trat seit der Saison 2005/2006 in der 2. Bundesliga Standard an, nachdem es in der Saison 2003/2004 schon einmal in der 2. Bundesliga tanzte, zum Ende der Saison aber wieder in die Regionalliga Nord-West Standard abstieg. Nach einer Saison in der Regionalliga Nord-West Standard erreichte das Team 2005 den 1. Platz und qualifizierte sich damit erneut für das Relegationsturnier, in dem es den 2. Platz belegte und damit den erneuten Aufstieg in die 2. Bundesliga schaffte.
Im Juni 2010 stieg das Team als Nachrücker in die 1. Bundesliga Standard auf, nachdem der 1. TC Ludwigsburg sein B-Team, das in der 1. Bundesliga Standard antrat, komplett aus dem Ligabetrieb zurückgezogen hatte. Der T.C.H. Oldenburg hatte in der vorherigen Saison den 3. Platz der 2. Bundesliga Standard belegt. Zum Ende der Saison 2010/2011 stieg das A-Teams des T.C.H. Oldenburg wieder in die 2. Bundesliga ab.
In der Saison 2012/2013 und 2013/2014 trat der T.C.H. Oldenburg zusammen mit dem TSC Blau-Gold Nienburg als Formationsgemeinschaft TSC Blau-Gold Nienburg / T.C.H. Oldenburg an. Beide Male wurde zum musikalischen Thema „It’s Time“ mit Musik vom Michael Bublé getanzt, zu der der TSC Blau-Gold Nienburg bereits in der Saison 2011/2012 getanzt hatte. Die Formationsgemeinschaft gewann in der Saison 2012/2013 die 2. Bundesliga und stieg so in die 1. Bundesliga auf. 
Nach der Saison 2013/2014 trennte sich die Formationsgemeinschaft. Der T.C.H. Oldenburg übernahm den Startplatz in der 1. Bundesliga Standard und trat in der Saison 2014/2015 und der Saison 2015/2016 mit dem musikalischen Thema „Spirit of Enya“ an.
Zur Saison 2016/2017 gab der Verein den Startplatz in der 1. Bundesliga Standard zurück, nachdem für die Saison keine Mannschaft zusammengestellt werden konnte. Auf den freiwerdenden Startplatz rückte der Boston-Club Düsseldorf nach.
Trainer der Mannschaft war Holger Jäckel, der seine Trainertätigkeit zunächst ruhen ließ, da für die Saison 2016/2017 keine startfähige Mannschaft zusammengestellt werden konnte.
Musikalische Themen und Platzierungen waren:
| Saison    | Thema                   | Liga                                        | Platzierung |
| --------- | ----------------------- | ------------------------------------------- | ----------- |
| 1994/1995 | „In the Summertime“     | Regionalliga Nord                           | 8. Platz    |
| 1995/1996 | „In the Summertime“     | Regionalliga Nord                           | 6. Platz    |
| 1996/1997 | „Marilyn Monroe“        | Regionalliga Nord                           | 7. Platz    |
| 1997/1998 | „Marilyn Monroe“        | Regionalliga Nord                           | 4. Platz    |
| 1998/1999 | „Marilyn Monroe“        | Regionalliga Nord                           | 5. Platz    |
| 1999/2000 | „Standard Classics“     | Regionalliga Nord                           | 5. Platz    |
| 2000/2001 | „Titanic - Der Film“    | Regionalliga Nord                           | 5. Platz    |
| 2001/2002 | „Titanic - Der Film“    | Regionalliga Nord/West                      | 3. Platz    |
| 2002/2003 | „Französische Chansons“ | Regionalliga Nord                           | 2. Platz    |
| 2003/2004 | „Französische Chansons“ | 2. Bundesliga                               | 7. Platz    |
| 2004/2005 | „Phantom der Oper“      | Regionalliga Nord/West                      | 1. Platz    |
| 2005/2006 | „Phantom der Oper“      | 2. Bundesliga                               | 3. Platz    |
| 2006/2007 | „Endless Love“          | 2. Bundesliga                               | 4. Platz    |
| 2007/2008 | „Endless Love“          | 2. Bundesliga                               | 4. Platz    |
| 2008/2009 | „Musica è“              | 2. Bundesliga                               | 3. Platz    |
| 2009/2010 | „Musica è“              | 2. Bundesliga                               | 3. Platz    |
| 2010/2011 | „Eros Ramazzotti“       | 1. Bundesliga (als Nachrücker aufgestiegen) | 8. Platz    |
| 2011/2012 | „Ballads of Rock“       | 2. Bundesliga                               | 4. Platz    |
| 2012/2013 | „It’s Time“ (*)         | 2. Bundesliga                               | 1. Platz    |
| 2013/2014 | „It’s Time“ (*)         | 1. Bundesliga                               | 5. Platz    |
| 2014/2015 | „Spirit of Enya“        | 1. Bundesliga                               | 5. Platz    |
| 2015/2016 | „Spirit of Enya“        | 1. Bundesliga                               | 5. Platz    |

(*) In der Saison 2012/2013 und 2013/2014 trat der T.C.H. Oldenburg zusammen mit dem TSC Blau-Gold Nienburg als Formationsgemeinschaft TSC Blau-Gold Nienburg / T.C.H. Oldenburg an.

### B-Team

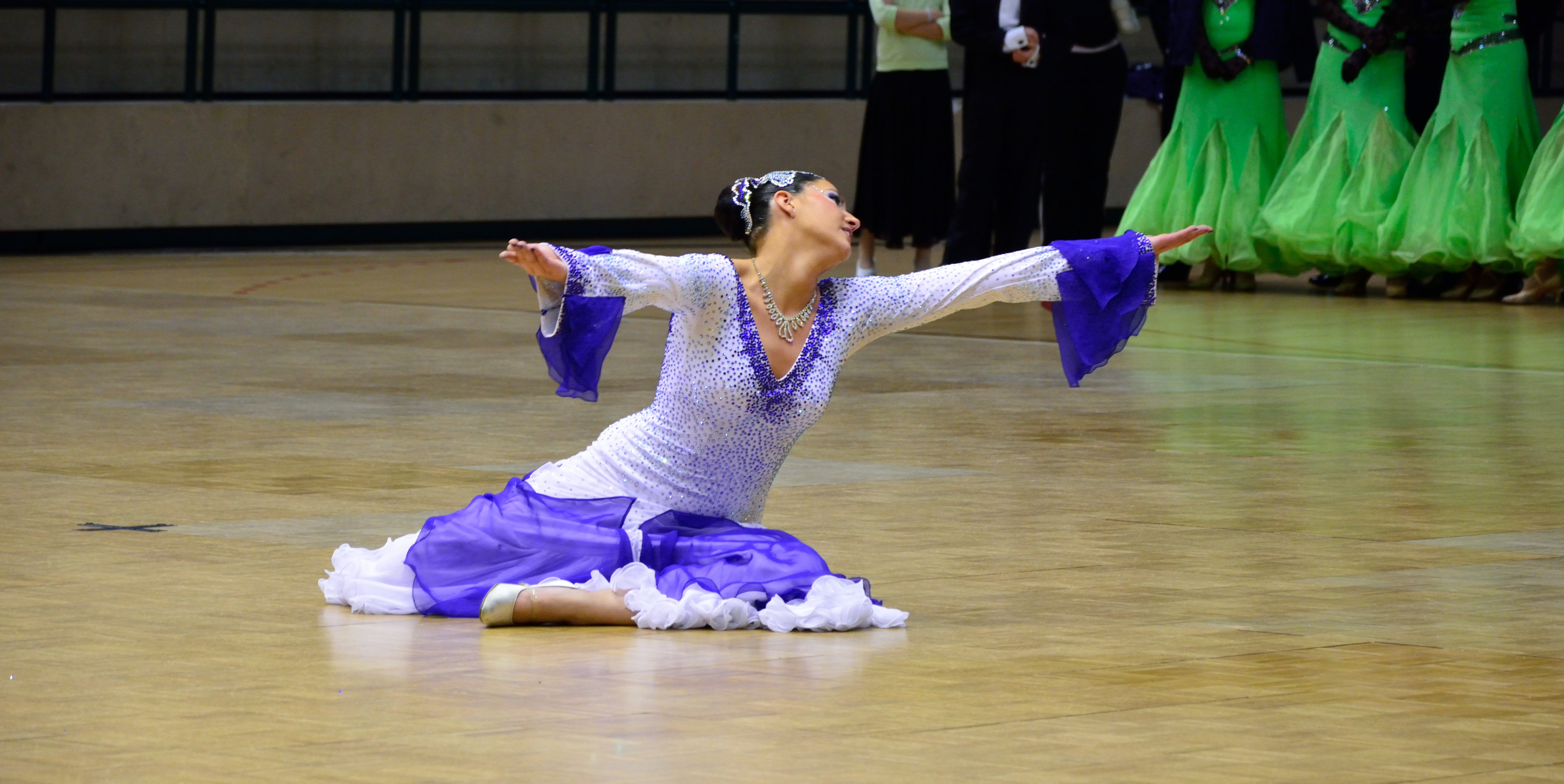
„Phantom der Oper“ in Berlin, 2015

Das B-Team des T.C.H. Oldenburg tanzte in der Saison 2003/2004 eine Choreographie zum musikalischen Thema „Französische Chansons“. 
Ein neu gegründetes B-Team tritt seit der Saison 2013/2014 unter dem Thema „Phantom der Oper“ zu Ligawettbewerben in der Regionalliga Nord Standard an.
Trainer des B-Teams sind Holger Jäckel und Sonja Pawlas.
| Saison    | Thema                   | Liga                   | Platzierung |
| --------- | ----------------------- | ---------------------- | ----------- |
| 2003/2004 | „Französische Chansons“ | Regionalliga Nord-West | 4. Platz    |
| 2013/2014 | „Phantom der Oper“      | Regionalliga Nord      | 1. Platz    |
| 2014/2015 | „Phantom der Oper“      | Regionalliga Nord      | 2. Platz    |

## Lateinformationen

### A-Team
Die im Mai 2006 neu gegründete Lateinformation des T.C.H. Oldenburg trat in der Saison 2006/2007 mit dem musikalischen Thema „Copa Cabana“ erstmals in der Landesliga Nord Latein an und erreichte auf Anhieb den 2. Platz. Als Sieger des anschließenden Aufstiegsturniers stieg das Team in die Oberliga Nord Latein auf. In der darauf folgenden Saison 2007/2008 tanzte das Team erneut zum musikalischen Thema „Copa Cabana“ in der Oberliga. Durch den Sieg aller Saisonturniere schaffte das Team in dem zweiten Jahr seines Bestehens den Aufstieg in die Regionalliga Nord Latein. Seit der Saison 2008/2009 tanzt das Team in der Regionalliga Nord Latein zum musikalischen Thema „Queen“. In der Saison 2009/2010 wurde es zweiter der Liga und qualifizierte sich so zur Teilnahme am Aufstiegsturnier zur 2. Bundesliga Latein, in dem das Team den 4. Platz belegte. 
Da mehrere Vereine für die Saison 2012/2013 ihre Mannschaften aus der 2. Bundesliga zurückgezogen hatten, hätte die Lateinformation des T.C.H. Oldenburg als viertplatzierte des Aufstiegsturnier in die 2. Bundesliga nachrücken können. Nachdem jedoch der Trainer des Teams, Angelo Adler, seine Trainertätigkeit für den T.C.H. Oldenburg Ende Juni aufgab, löste sich die Mannschaft im Juli 2012 auf.
Musikalische Themen und Platzierungen waren:
| Saison    | Thema         | Liga              | Platzierung |
| --------- | ------------- | ----------------- | ----------- |
| 2006/2007 | „Copa Cabana“ | Landesliga Nord   | 2. Platz    |
| 2007/2008 | „Copa Cabana“ | Oberliga Nord     | 1. Platz    |
| 2008/2009 | „Queen“       | Regionalliga Nord | 5. Platz    |
| 2009/2010 | „Queen“       | Regionalliga Nord | 2. Platz    |
| 2010/2011 | „Queen“       | Regionalliga Nord | 1. Platz    |
| 2011/2012 | „The Look“    | Regionalliga Nord | 2. Platz    |

### B-Team
Im Jahr 2008 wurde das B-Team des T.C.H Oldenburg gegründet, das in der Saison 2008/2009 mit dem musikalischen Thema „Copa Cabana“ erstmals in der Landesliga Nord Latein zu Ligawettkämpfen antrat. In der ersten Saison erreichte das Team den 3. Platz der Liga und qualifizierte sich so für die Teilnahme am Aufstiegsturnier zur Oberliga Nord Latein. Im Aufstiegsturnier erreichte das Team ebenfalls den 3. Platz und damit den Aufstieg in die Oberliga Nord Latein.
Auch in der Oberliga Nord Latein qualifizierte sich das Team, das erneut mit dem musikalischen Thema „Copa Cabana“ antrat, mit dem 3. Platz zur Teilnahme am Aufstiegsturnier zur Regionalliga Nord Latein, schaffte den direkten Aufstieg in die Regionalliga Nord Latein aber nicht.
Trainer des B-Teams war Sascha Janzen, zuletzt aktiver Tänzer des A-Teams des T.C.H. Oldenburg.
Musikalische Themen und Platzierungen waren:
| Saison    | Thema         | Liga            | Platzierung |
| --------- | ------------- | --------------- | ----------- |
| 2008/2009 | „Copa Cabana“ | Landesliga Nord | 3. Platz    |
| 2009/2010 | „Copa Cabana“ | Oberliga Nord   | 3. Platz    |
| 2010/2011 | „Queen“       | Oberliga Nord   | 2. Platz    |
| 2011/2012 | „Queen“       | Oberliga Nord   | 6. Platz    |